# 代沢
代沢（だいざわ）は、東京都世田谷区の町名。現行行政地名は代沢一丁目から五丁目。住居表示実施済区域。

## 地理
東京都世田谷区の東部に位置し、北に北沢、西に代田、南に太子堂、三宿、池尻、東に目黒区駒場に接する。
地形的には、台地と北沢川周辺の低地にまたがり、起伏が比較的複雑である（四丁目はほぼ平坦な低地）。こうした地形は、旧版地図等で確認できる。

### 概要
駒場東大前駅に近い一丁目、池ノ上駅（京王井の頭線）があり、同駅や下北沢駅（小田急線・京王井の頭線、北沢に所在）の周辺の商店街もある二丁目、北澤八幡神社、森巖寺・淡島神社分社があり、下北沢の元々の中心に当たる三丁目・五丁目、代田、太子堂との結びつきも強い四丁目など特性の違いが見られる。
一丁目、四丁目は、住宅地が多くを占める。二丁目、三丁目、五丁目は、下北沢とよばれる地域の一角を占める。住宅地は、かつて佐藤栄作や竹下登が居を構えるなど、高級住宅街として知られる。

### 地価
住宅地の地価は、2025年（令和7年）1月1日の公示地価によれば、代沢1-15-3の地点で90万円/m2、代沢2-2-15の地点で93万円/m2、代沢5-16-14の地点で93万1000円/m2となっている。

## 歴史
元々、東京府（武蔵国）荏原郡下北沢村、代田村の一部で、15～16世紀頃に北沢川周辺等で両村の開墾が始まり集落の形成が進んだ。代田村は現在の代田・大原に相当する主部の他東側に飛地があり、この飛地との間で下北沢村を東西から挟む形となっていた。
明治時代以降世田ヶ谷村への合併、東京市、世田谷区への編入があり、宅地化が進んだ。1932年（昭和7年）の世田谷区発足の際に、下北沢は北沢に、代田飛地は代田から別れて下代田町となった。周辺の住居表示実施（1964年（昭和39年））に際し、旧北沢の南部と下代田町のほぼ全域(淡島通りよりも北の部分)が統合する形で代沢が成立した。旧北沢一丁目・二丁目と下代田町が代沢一丁目～五丁目と変わり、代沢小学校の南を流れる北沢川は暗渠となり、桜並木の遊歩道になる。なお、下代田町のうち代沢に含まれない部分は1971年（昭和46年）に池尻町と合併して池尻四丁目となった。

### 地名の由来
安政年間、森巌寺前の伊東氏宅の寺子屋は、代田村と下北沢村の境にあったので、「代沢塾」と名づけられたのが「代沢」の始まりで、代田と下北沢の合成地名。初めて代沢と付けられたのは1898年（明治31年）に開校した荏原小学校代沢分教場（現在の代沢小学校）で、その後1964年（昭和39年）に住居表示の際に地名となった。

## 世帯数と人口
2025年（令和7年）1月1日現在（世田谷区発表）の世帯数と人口は以下の通りである。
| 丁目       | 世帯数    | 人口     |
| ---------- | --------- | -------- |
| 代沢一丁目 | 1,554世帯 | 2,851人  |
| 代沢二丁目 | 2,702世帯 | 4,622人  |
| 代沢三丁目 | 998世帯   | 2,092人  |
| 代沢四丁目 | 2,543世帯 | 4,342人  |
| 代沢五丁目 | 1,772世帯 | 2,714人  |
| 計         | 9,569世帯 | 16,621人 |

### 人口の変遷
国勢調査による人口の推移。
| 年                 | 人口   |
| ------------------ | ------ |
| 1995年（平成7年）  | 15,170 |
| 2000年（平成12年） | 15,914 |
| 2005年（平成17年） | 15,648 |
| 2010年（平成22年） | 16,104 |
| 2015年（平成27年） | 16,476 |
| 2020年（令和2年）  | 17,180 |

### 世帯数の変遷
国勢調査による世帯数の推移。
| 年                 | 世帯数 |
| ------------------ | ------ |
| 1995年（平成7年）  | 7,516  |
| 2000年（平成12年） | 8,272  |
| 2005年（平成17年） | 8,484  |
| 2010年（平成22年） | 8,985  |
| 2015年（平成27年） | 9,111  |
| 2020年（令和2年）  | 9,638  |

## 学区
区立小・中学校に通う場合、学区は以下の通りとなる（2024年8月現在）。
| 丁目       | 番地                              | 小学校                 | 中学校               |
| ---------- | --------------------------------- | ---------------------- | -------------------- |
| 代沢一丁目 | 全域                              | 世田谷区立池之上小学校 | 世田谷区立富士中学校 |
| 代沢二丁目 | 1～7番 13～17番 19～23番 33～48番 | 世田谷区立池之上小学校 | 世田谷区立富士中学校 |
| 代沢二丁目 | 8〜12番 18番 24〜32番             | 世田谷区立代沢小学校   | 世田谷区立富士中学校 |
| 代沢三丁目 | 1～13番 17～27番                  | 世田谷区立代沢小学校   | 世田谷区立富士中学校 |
| 代沢三丁目 | 14〜16番                          | 世田谷区立池之上小学校 | 世田谷区立富士中学校 |
| 代沢四丁目 | 全域                              | 世田谷区立代沢小学校   | 世田谷区立富士中学校 |
| 代沢五丁目 | 全域                              | 世田谷区立代沢小学校   | 世田谷区立富士中学校 |

## 交通

### 鉄道
| 街区内の駅(世田谷区北沢)        |
| ------------------------------- |
| 京王井の頭線 - 池ノ上駅 (IN 04) |

### 道路
- 東京都道420号鮫洲大山線
- 東京都道423号渋谷経堂線

### 路線バス
- 渋51 渋谷駅 - 若林折返所
- 渋52 渋谷駅 - 世田谷区民会館
- 渋54 渋谷駅 - 経堂駅
- 下61 北沢タウンホール - 駒沢陸橋

## 事業所
2021年（令和3年）現在の経済センサス調査による事業所数と従業員数は以下の通りである。
| 丁目       | 事業所数  | 従業員数 |
| ---------- | --------- | -------- |
| 代沢一丁目 | 39事業所  | 355人    |
| 代沢二丁目 | 152事業所 | 707人    |
| 代沢三丁目 | 56事業所  | 600人    |
| 代沢四丁目 | 127事業所 | 623人    |
| 代沢五丁目 | 212事業所 | 1,545人  |
| 計         | 586事業所 | 3,830人  |

### 事業者数の変遷
経済センサスによる事業所数の推移。
| 年                 | 事業者数 |
| ------------------ | -------- |
| 2016年（平成28年） | 515      |
| 2021年（令和3年）  | 586      |

### 従業員数の変遷
経済センサスによる従業員数の推移。
| 年                 | 従業員数 |
| ------------------ | -------- |
| 2016年（平成28年） | 3,752    |
| 2021年（令和3年）  | 3,830    |

### 主な企業
- 第二書房
- 東邦ホールディングス

## 施設
- 駐日アンゴラ大使館
- 駐日インド大使館 次席公邸
- 代沢東地区会館
- 代沢地区会館
- 代沢まちづくりセンター
- 代沢あんしんすこやかセンター
- 池之上青少年交流センター
- 代沢阿川家の門
- 東邦薬品 本社

### 保育園・幼稚園・学校
- 代沢ききょう保育園
- 代沢みこころ保育園
- 葵みこころ保育園
- 小さな森の保育園
- 淡島幼稚園
- 代沢インターナショナルスクール
- RISSHO KID'S きらり代沢
- 世田谷区立代沢小学校
- 世田谷区立富士中学校
- 駒場学園高等学校

### 公園
- 代沢せせらぎ公園
- 北沢川緑道
- 代沢四丁目広場
- シモキタ雨庭広場
- 下代田児童遊園

### 神社・寺院・教会
- 北澤八幡神社
- 森巖寺・淡島堂（淡島神社の分堂）
- 駒場エデン教会
- 下北沢グレイスガーデンチャーチ

### コンビニエンスストア
- セブン-イレブン 世田谷下北沢店
- セブン-イレブン 世田谷代沢3丁目店
- セブン-イレブン 世田谷池ノ上駅南店
- ローソン 代沢五丁目店
- ローソン・スリーエフ 池ノ上店
- ファミリーマート 代沢五丁目店
- まいばすけっと 代沢4丁目店
- まいばすけっと 池ノ上駅前店

### 病院・診療所
- 代沢診療所
- 代沢内科クリニック
- 代沢さくら醫院
- 堀医院
- 松多内科医院
- 北医院
- かどた内科クリニック
- 羽山医院
- 原医院
- 大谷医院
- ゆうハートクリニック
- 大堀IBDクリニック
- 副島クリニック
- 清泉メディカルクリニック
- ひらやまクリニック耳鼻咽喉科
- 山手クリニック

### スポーツジム
- 倉田プロモーション・創武館道場
- カーブス 下北沢
- エニタイムフィットネス 三軒茶屋代沢店
- Sports24 下北沢店
- REALWORKOUT 下北沢店
- ROOM 下北沢

## 出身・ゆかりのある人物
- 佐藤栄作（元内閣総理大臣）
- 竹下登（元内閣総理大臣）
- 佐藤ゆかり（政治家）
- DAIGO（ミュージシャン）
- 船越英一郎（俳優）
- 松居一代（元女優）
- 柄本明（俳優）
- 柄本佑（俳優）
- 柄本時生（俳優）
- 堤真一（俳優）
- 小栗哲家（舞台監督）
- 小栗旬（俳優）
- 山田優（モデル）
- 竹下景子（俳優）
- 関口照生（写真家）
- 関口まなと（俳優）
- 関口アナン（俳優）
- 小池栄子（女優）
- 膳場貴子（アナウンサー）
- 松浦亜弥（歌手）
- 橘慶太（歌手）
- キャシー中島（タレント）
- 鮎川誠（ギタリスト）
- シーナ（歌手）
- 吉本ばなな（小説家）
- 井上雄彦（漫画家）
- 伊藤文學（実業家）
- 飯田亮（セコム創業者）
- 西崎幸広（元プロ野球選手）

## その他

### 日本郵便
- 郵便番号 : 155-0032[2]（集配局 : 世田谷郵便局[14]）。